# Claude-François Deschamps de Champloiseau
Claude-François Deschamps de Champloiseau (1745 - 1791 ?) est un religieux français qui consacra sa vie à l’éducation oraliste des enfants sourds-muets de naissance.

## Éléments biographiques
Claude-François (ou Étienne-François) Deschamps de Champloiseau connu sous le nom d’abbé Deschamps est né à Orléans en 1745. Il fit des études brillantes au séminaire. Vers 1760, il devint chapelain de l’église Ste-Croix d’Orléans. Il rencontra par hasard un sourd-muet de naissance démutisé par Jacob Rodrigue Péreire qui décida de sa vocation. On tenta vainement de l’attacher à l’abbé Charles-Michel de L'Épée, il persista dans le sentiment de préférence qu’il accordait à l’oralisme et consacra sa fortune et ses soins à la classe d’enfants sourds d’origine modeste qu’il ouvrit à Orléans. On lui est redevable de l'édition française du De Loquela de Johann Conrad Amman. Il eut une polémique restée célèbre grâce à plusieurs publications avec Pierre Desloges, un « devenu sourd » favorable aux systèmes gestuels. Il s’est intéressé aussi à d’autres handicaps : il avance ainsi la possibilité d’éduquer les jeunes aveugles par le tact. Il a traduit en français en 1786 sans le publier l’ouvrage de Francis Bacon (1561-1626) De augmentis scientiarum. Il aurait rédigé un mémoire sur le bégaiement où il expose sa méthode physiologique. Il était membre de l’Académie d’Orléans où il présenta des recherches sur les animaux microscopiques. Affaibli par la maladie, il se retira dans un petit manoir à la campagne. Il mourut presque ignoré probablement en janvier 1791.

## Principales publications
- Lettre à M. de Sailly, capitaine de cavalerie sur l’institution des sourds-muets, Paris, Valade. 1777
- Cours élémentaire d’éducation des sourds et muets,.... suivi d’une Dissertation sur la parole / traduite du latin de Jean-Conrad Amman, ... ; par M. Beauvais de Préau, Paris, Debure. 1779
- Lettre a M. de Bellisle, secrétaire des commandemens de S.A. M. le duc d’Orléans, pour servir de réponse aux observations d’un sourd et muet sur un cours élémentaire d’éducation des sourds et muets publié en 1770. Paris. 1780
- De la Manière de suppléer aux oreilles par les yeux, pour servir de suite au Cours élémentaire d’éducation des sourds et muets, Paris, Debure. 1783